# Arroyo Verde
Arroyo Verde (ex Puerto Arroyo Verde, Puerto Lobo) es un paraje del departamento Biedma, en provincia del Chubut, Argentina.
Ubicada sobre la RN 3; se encuentra en el límite con la provincia de Río Negro.

## Toponimia
El paraje toma su nombre del arroyo que es intermitente y pasa a pocos metros.

## El arroyo
Generalmente está seco, pero en 2014 se convirtió en un verdadero río caudaloso y arrasó 100 metros de terraplén del puente de la ruta 3 que lo surca. Desde entonces este tramo de la ruta 3, hasta 2017, se encuentra deteriorado y en condiciones precarias.
Tras este hecho en septiembre de 2017 se comenzó el recambio del puente que data de los años 60. El nuevo puente proyectado puede soportar las consecuencias sísmicas de la zona y tiene 120 metros de largo por 13.5 de ancho. El puente sobre el Arroyo Verde es la principal conexión entre el norte y el sur de la Patagonia en el este. Por el circulan alrededor de 2600 usuarios que transitan.El papel contralor de Arroyos verdes terminó de consolidarse con la provincialización de Chubut. Desde medias del siglo pasado el lugar es cuestionado por los sobornos que las fuerzas de seguridad recibían para facilitar el contrabando de autos importados que tenían beneficios impositivos al sur del paralelo 42..

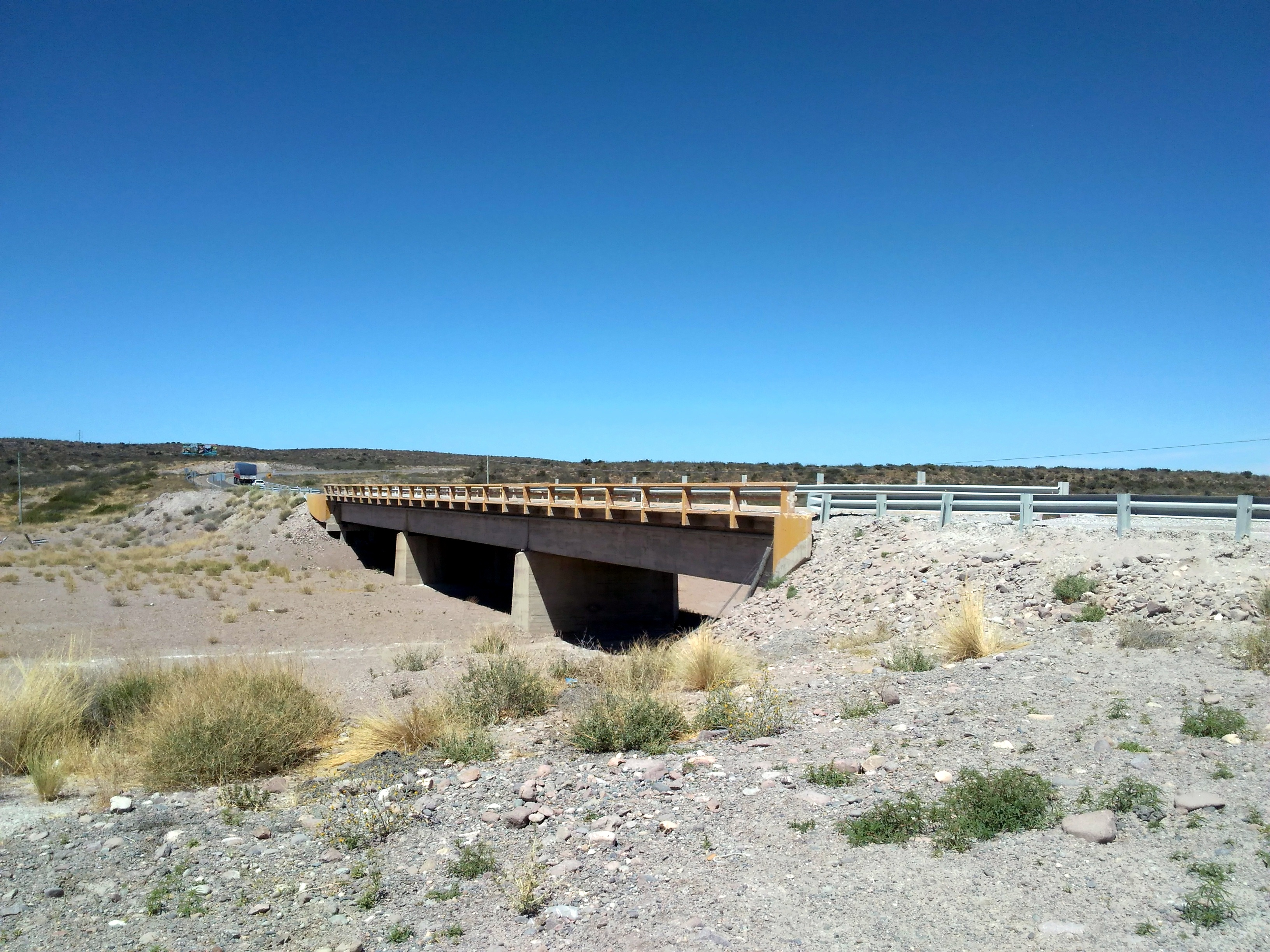
Cauce seco del arroyo Verde en verano. El puente viejo con notorio deterioro tras la gran crecida de 2014.

## Características

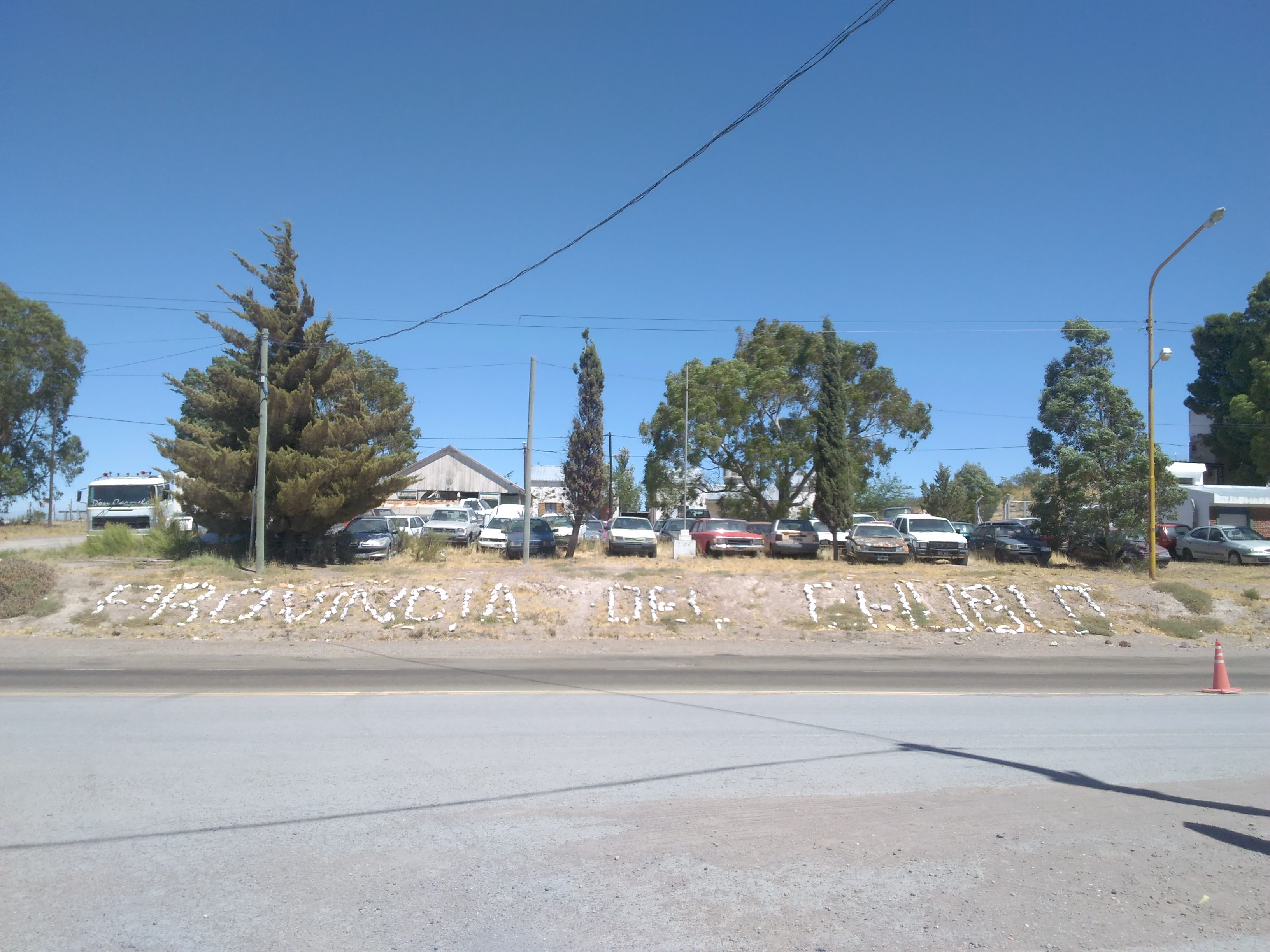
Cartel de bienvenida a la provincia del Chubut

En la actualidad el paraje sirve en su mayoría como asiento para las fuerzas policiales y de Gendarmería que poseen aquí un puesto de control al ser el ingreso norte a la provincia por excelencia. Los controles son de verificación de identidades, de cargas y fitosanitarios. Además de asistencia al viajero.

## Demografía
- Población en 1991: sin datos al haber sido censada como población rural dispersa.
- Población en 2001: 41 hab. (INDEC), de los cuales el 32% fueron mujeres y el 68% son hombres.
- Población en 2010: 59 hab.,[6] de los cuales el 7 son mujeres y 52 son hombres.
- El censo 2022 registró una población de 25 habitantes que se repartieron entre 13 hombres y 12 mujeres. Sin embargo, las cifras obtenidas fueron estimativas solo teniendo en cuenta a la población en viviendas particulares; es decir, excluyendo del dato a la población institucional y las personas sin hogar. Gracias a este censo también fue posible conocer su densidad y tamaño urbano.[7]

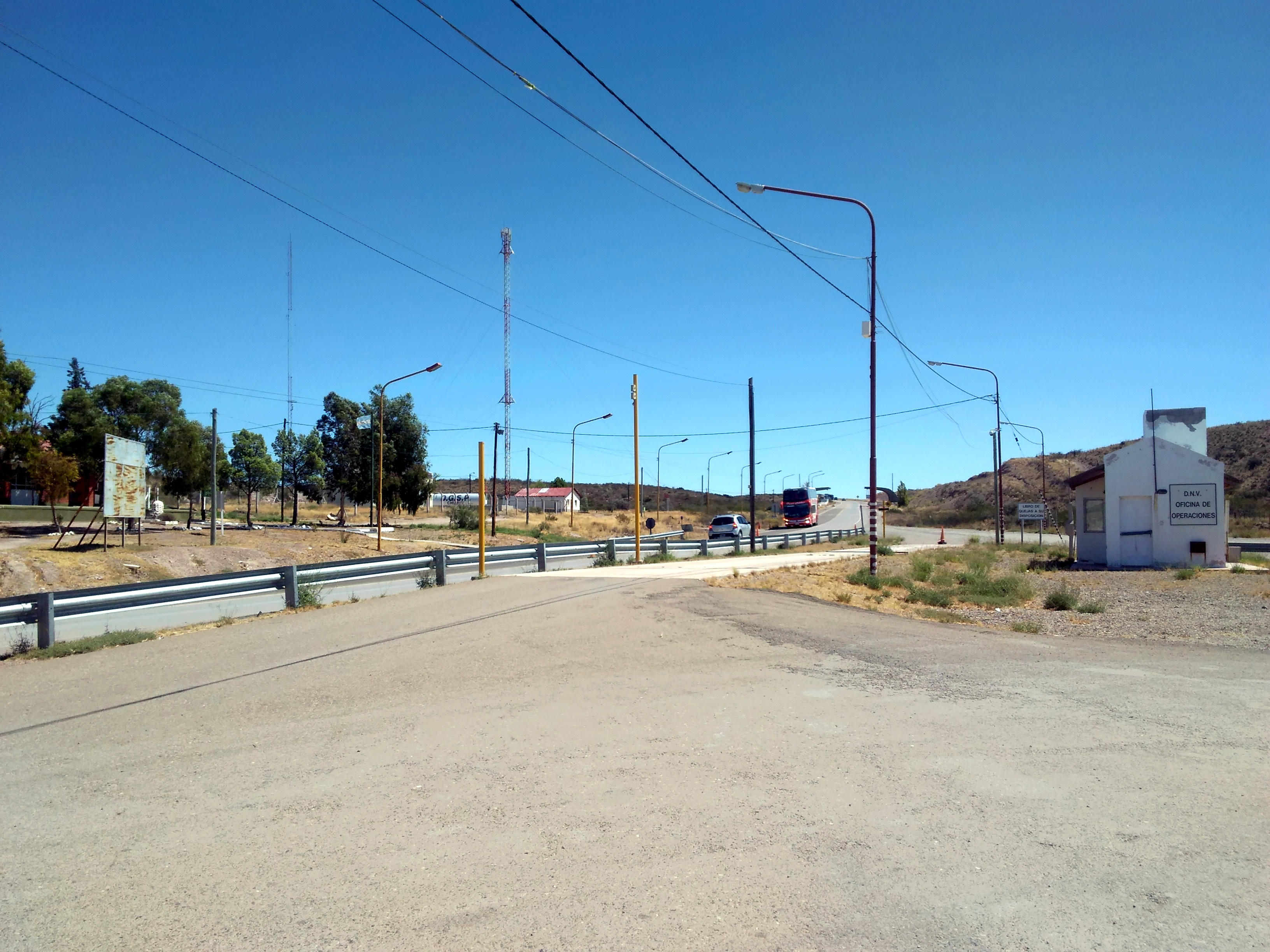
Vista panorámica de al localidad

| Gráfica de evolución demográfica de Arroyo Verde entre 1991 y 2022 |
|                                                                    |
| Fuente: Censos nacionales del INDEC                                |